# Lista de times de futebol que disputaram mais de uma partida no mesmo dia
Este artigo traz uma lista com times de futebol que disputaram mais de uma partida válida para sua equipe principal no mesmo dia.
De acordo com o jornal Daily Star, o primeiro time a jogar duas partidas de futebol profissional num mesmo dia foi a equipe inglesa do Everton, sendo uma dessas 2 partidas em carater amistoso.
Em 29 de julho de 1994, o São Paulo tornar-se-ia o primeiro clube na história a disputar dois torneios oficiais no mesmo dia Neste dia, a equipe principal do São Paulo teve compromissos válidos ela Copa Bandeirantes e pela Copa Libertadores da América. O primeiro jogo inciou-se às 21 horas, e o segundo às 22h30
Em novembro 1994, o São Paulo tornar-se-ia o primeiro clube na história a disputar duas partidas oficiais no mesmo dia válidas por torneios a nível nacional e internacional. Ambas partidas, válidas pela Copa Conmebol e Campeonato Brasileiro, foram disputadas em sequência e no mesmo estádio. Isso permitiu ao jogador Juninho Paulista tornar-se o primeiro jogador a disputar mais de uma partida num mesmo dia pela mesma equipe, bem como mais de uma partida profissional no mesmo local no mesmo dia. Ele deu 2 assistências contra o Sporting Cristal no primeiro jogo, que valeu pela Copa Conmebol, quando atuou por 32 minutos, e depois atuou mais vinte contra o Grêmio, pelo Campeonato Brasileiro, dando mais 1 assistência.
Em dezembro de 1994, o Grêmio jogou três vezes no mesmo dia, tendo vencido dois e empatado um. Esse feito o fez entrar para o Guinness Book. Os três jogos, válidos pelo Campeonato Gaúcho daquele ano foram realizados em sequência e no mesmo estádio. No total, foram utilizados 34 atletas do elenco, sendo que três deles jogaram mais de uma vez (Ciro, Rafael Jacques e Émerson). O regulamento inchado do Campeontao Gaúcho daquele ano fez ainda com que Grêmio tivesse de jogar 21 jogos em 17 dias. O Juventude também foi obrigado a realizar essa mesma quantidade de jogos neste mesmo espaço de dias.

## Partidas
| #  | Data                    | Equipe 1                | Placar do Jogo | Adversário                     | Local da Partida                              | Torneio                                                  | Ref.         |
| -- | ----------------------- | ----------------------- | -------------- | ------------------------------ | --------------------------------------------- | -------------------------------------------------------- | ------------ |
| 1  | 25 de dezembro de 1888  | Everton                 | 3 x 2          | Blackburn Rovers               | Anfiel Stadium, Liverpool                     | Lancashire Cup                                           | [ 1 ] [ 6 ]  |
| 1  | 25 de dezembro de 1888  | Everton                 | 3 x 0          | Ulster F.C.                    | Anfiel Stadium, Liverpool                     | Amistoso                                                 | [ 1 ] [ 6 ]  |
| 2  | 27 de abril de 1913     | Seleção Argentina       | 0 x 0          | Seleção Uruguaia               | Buenos Aires                                  | Amistoso                                                 | [ 6 ]        |
| 2  | 27 de abril de 1913     | Seleção Argentina       | 0 x 4          | Seleção Uruguaia               | Montevideo                                    | Amistoso                                                 | [ 6 ]        |
| 3  | 13 de junho de 1913     | Seleção Argentina       | 3 x 3          | Seleção Uruguaia               | Buenos Aires                                  | Amistoso                                                 | [ 6 ]        |
| 3  | 13 de junho de 1913     | Seleção Argentina       | 4 x 5          | Seleção Uruguaia               | Montevideo                                    | Amistoso                                                 | [ 6 ]        |
| 4  | 15 de agosto de 1916    | Seleção Argentina       | 2 x 1          | Seleção Uruguaia               | Argentina                                     | Copa Lipton                                              | [ 7 ]        |
| 4  | 15 de agosto de 1916    | Seleção Argentina       | 3 x 1          | Seleção Uruguaia               | Argentina                                     | Copa Newton                                              | [ 7 ]        |
| 5  | 1 de outubro de 1916    | Seleção Argentina       | 7 x 2          | Seleção Uruguaia               | Buenos Aires                                  | Trofeo Circular                                          | [ 7 ]        |
| 5  | 1 de outubro de 1916    | Seleção Argentina       | 1 x 0          | Seleção Uruguaia               | Estádio Gran Parque Central, Montevideo       | Copa Premio Honor Uruguayo                               | [ 7 ]        |
| 6  | 21 de novembro de 1965  | Seleção Brasileira      | 2 x 2          | Seleção Soviética              | Estádio do Maracanã, Rio de Janeiro-RJ        | Partida Amistosa                                         | [ 8 ]        |
| 6  | 21 de novembro de 1965  | Seleção Brasileira      | 5 x 3          | Seleção Húngara                | Estádio do Pacaembu, São Paulo-SP             | Partida Amistosa                                         | [ 8 ]        |
| 7  | 29 de julho de 1994     | São Paulo               | 4 x 0          | Araçatuba                      | Estádio do Morumbi, São Paulo-SP              | Copa Bandeirantes                                        | [ 9 ] [ 10 ] |
| 7  | 29 de julho de 1994     | São Paulo               | 1 x 1          | Unión Española                 | Estádio Santa Laura, Santiago                 | Copa Libertadores da América                             | [ 9 ] [ 10 ] |
| 8  | 24 de agosto de 1994    | Grêmio                  | 0 x 1          | Veranópolis                    | Estádio Olímpico, Porto Alegre-RS             | Campeonato Gaúcho                                        | [ 11 ]       |
| 8  | 24 de agosto de 1994    | Grêmio                  | 2 x 0          | Flamengo                       | Estádio Olímpico, Porto Alegre-RS             | Campeonato Brasileiro                                    | [ 11 ]       |
| 9  | 4 de setembro de 1994   | Grêmio                  | 1 x 0          | Guarani de Venâncio Aires      | Estádio Olímpico, Porto Alegre-RS             | Campeonato Gaúcho                                        | [ 11 ]       |
| 9  | 4 de setembro de 1994   | Grêmio                  | 1 x 1          | Sport                          | Estádio Olímpico, Porto Alegre-RS             | Campeonato Brasileiro                                    | [ 11 ]       |
| 10 | 10 de setembro de 1994  | Grêmio                  | 0 x 1          | Lajeadense                     | Estádio Olímpico, Porto Alegre-RS             | Campeonato Gaúcho                                        | [ 11 ]       |
| 10 | 10 de setembro de 1994  | Grêmio                  | 0 x 1          | Corinthians                    | Estádio Olímpico, Porto Alegre-RS             | Campeonato Brasileiro                                    | [ 11 ]       |
| 11 | 18 de setembro de 1994  | Grêmio                  | 0 x 1          | Lajeadense                     | Estádio Heriberto Hülse, Criciuma-SC          | Campeonato Brasileiro                                    | [ 11 ]       |
| 11 | 18 de setembro de 1994  | Grêmio                  | 1 x 0          | São Luiz                       | Estádio 19 de Outubro, Ijuí-RS                | Campeonato Gaúcho                                        | [ 11 ]       |
| 12 | 25 de setembro de 1994  | Grêmio                  | 1 x 1          | Passo Fundo                    | Estádio Olímpico, Porto Alegre-RS             | Campeonato Gaúcho                                        | [ 11 ]       |
| 12 | 25 de setembro de 1994  | Grêmio                  | 2 x 1          | Bragantino                     | Estádio Olímpico, Porto Alegre-RS             | Campeonato Brasileiro                                    | [ 11 ]       |
| 13 | 16 de novembro de 1994  | São Paulo               | 3 x 1          | Sporting Cristal               | Estádio do Morumbi, São Paulo-SP              | Copa Conmebol                                            | [ 12 ]       |
| 13 | 16 de novembro de 1994  | São Paulo               | 3 x 1          | Grêmio                         | Estádio do Morumbi, São Paulo-SP              | Campeonato Brasileiro                                    | [ 12 ]       |
| 14 | 23 de novembro de 1994  | Grêmio                  | 0 x 2          | Sport Club São Paulo           | Estádio Olímpico, Porto Alegre-RS             | Campeonato Gaúcho                                        | [ 11 ]       |
| 14 | 23 de novembro de 1994  | Grêmio                  | 1 x 0          | Santos                         | Estádio Olímpico, Porto Alegre-RS             | Campeonato Brasileiro                                    | [ 11 ]       |
| 15 | 27 de novembro de 1994  | Grêmio                  | 2 x 1          | Ypiranga-AP                    | Estádio Olímpico Colosso da Lagoa, Erechim-RS | Campeonato Gaúcho                                        | [ 13 ]       |
| 15 | 27 de novembro de 1994  | Grêmio                  | 1 x 2          | Sport                          | Estádio Ilha do Retiro, Recife-PE             | Campeonato Brasileiro                                    | [ 13 ]       |
| 16 | 6 de dezembro de 1994   | Juventude               | 4 x 1          | Guarany de Garibaldi           | Estádio Alfredo Jaconi, Caxias do Sul-RS      | Campeonato Gaúcho                                        | [ 14 ]       |
| 16 | 6 de dezembro de 1994   | Juventude               | 1 x 0          | Ypiranga                       | Estádio Alfredo Jaconi, Caxias do Sul-RS      | Campeonato Gaúcho                                        | [ 14 ]       |
| 17 | 11 de dezembro de 1994  | Grêmio                  | 0 x 0          | Aimoré                         | Estádio Olímpico, Porto Alegre-RS             | Campeonato Gaúcho                                        | [ 3 ]        |
| 17 | 11 de dezembro de 1994  | Grêmio                  | 4 x 3          | Santa Cruz                     | Estádio Olímpico, Porto Alegre-RS             | Campeonato Gaúcho                                        | [ 3 ]        |
| 17 | 11 de dezembro de 1994  | Grêmio                  | 1 x 0          | Brasil de Pelotas              | Estádio Olímpico, Porto Alegre-RS             | Campeonato Gaúcho                                        | [ 3 ]        |
| 18 | 17 de dezembro de 1994  | Juventude               | 2 x 2          | Veranópolis                    | Estádio Alfredo Jaconi, Caxias do Sul-RS      | Campeonato Gaúcho                                        | [ 14 ]       |
| 18 | 17 de dezembro de 1994  | Juventude               | 5 x 1          | Santa Cruz                     | Estádio Alfredo Jaconi, Caxias do Sul-RS      | Campeonato Gaúcho                                        | [ 14 ]       |
| 19 | 3 de dezembro de 2011   | Wrexham F.C.            | 1 x 2          | Airbus UK Broughton            | Racecourse Ground, Wrexham                    | Welsh Cup                                                | [ 6 ]        |
| 19 | 3 de dezembro de 2011   | Wrexham F.C.            | 1 x 0          | Brentford F.C.                 | Griffin Park, Brentford                       | FA Cup                                                   | [ 6 ]        |
| 20 | 21 de fevereiro de 2003 | Ceará                   | 0 x 2          | Boa Viagem                     | Estádio Presidente Vargas, Fortaleza-CE       | Campeonato Cearense                                      | [ 15 ]       |
| 20 | 21 de fevereiro de 2003 | Ceará                   | 0 x 2          | Fluminense de Feira de Santana | Estádio Joia da Princesa, Feira de Santana-BA | Copa do Nordeste                                         | [ 15 ]       |
| 21 | 9 de março de 2016      | Bahia                   | 4 × 0          | Galícia                        | Estádio Fonte Nova, Salvador-BA               | Campeonato Baiano                                        | [ 16 ]       |
| 21 | 9 de março de 2016      | Bahia                   | 2 x 1          | Juazeirense                    | Estádio Adauto Moraes, Juazeiro-CE            | Copa do Nordeste                                         | [ 16 ]       |
| 22 | 20 de julho de 2016     | Independiente del Valle | 2 x 5          | El Nacional                    | Estádio Olímpico Atahualpa, Quito             | Campeonato Equatoriano                                   | [ 10 ]       |
| 22 | 20 de julho de 2016     | Independiente del Valle | 1 x 1          | Atlético Nacional              | Estádio Olímpico Atahualpa, Quito             | 1º Jogo da Final da Copa Libertadores da América de 2016 | [ 10 ]       |
| 23 | 1 de agosto de 2018     | Chapecoense             | 0 x 2          | Torino                         | Stadio Olimpico Grande Torino, Turim          | SportPesa Cup                                            | [ 10 ]       |
| 23 | 1 de agosto de 2018     | Chapecoense             | 0 x 1          | Corinthians                    | Arena Itaquera, São Paulo-SP                  |                                                          | [ 10 ]       |
| 24 | 3 de abril de 2019      | Deportivo Lara          | 2 x 1          | Club Atlético Huracán          | Estadio Farid Richa, Barquisimeto, Lara       | Copa Libertadores da América                             | [ 10 ]       |
| 24 | 3 de abril de 2019      | Deportivo Lara          | 3 x 2          | Llaneros de Guanares           | Olímpico Rafael Calles Pinto, Guanare         | Campeonato Venezuelano                                   | [ 10 ]       |
| 25 | 3 de abril de 2019      | Zamora                  | 2 x 3          | Luverdense                     | Estádio do Mineirão, Belo Horizonte-MG        | Copa Libertadores da América                             | [ 10 ]       |
| 25 | 3 de abril de 2019      | Zamora                  | 0 x 4          | Deportivo La Guaira            | Estádio Olímpico de Caracas                   | Campeonato Venezuelano                                   | [ 10 ]       |